# Chevrolet K5 Blazer
Chevrolet K5 Blazer  – samochód osobowy typu SUV klasy średniej produkowany pod amerykańską marką Chevrolet w latach 1969 – 1994.

## Pierwsza generacja

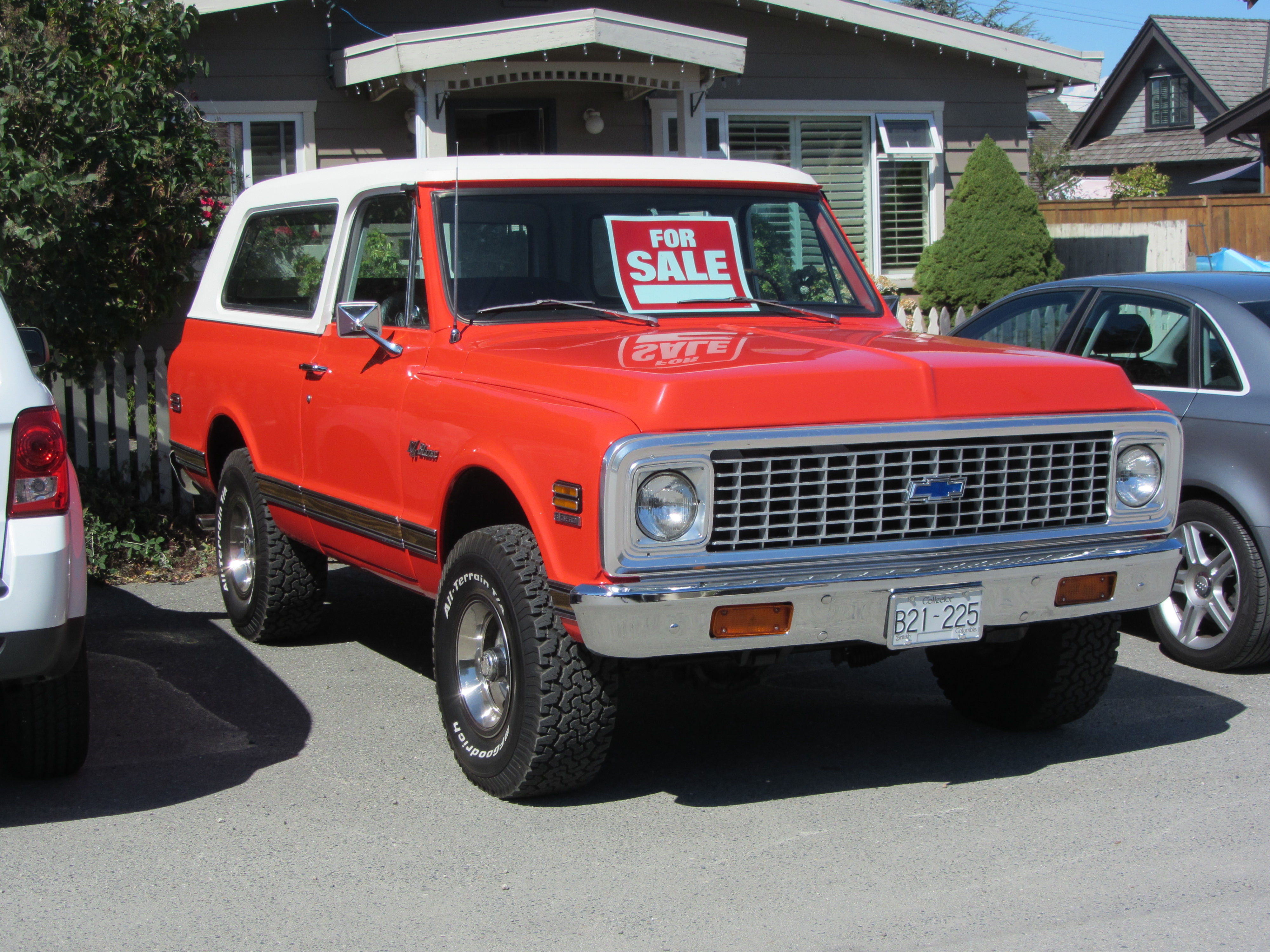
Chevrolet K5 Blazer I

Chevrolet K5 Blazer I został zaprezentowany po raz pierwszy w 1969 roku.
Na przełomie lat 60. i 70. XX wieku General Motors przedstawiło swoją odpowiedź na model Ford Bronco, uzupełniając ofertę Chevroleta pod postacią modelu K5 Blazer, a także GMC z bliźniaczym Jimmy. 
Samochód przyjął postać 3-drzwiowego SUV-a z wysoko zawieszonym nadwoziem, wyróżniając się dużą, chromowaną atrapą chłodnicy obejmującą cały pas przedni, a także jednokloszowymi reflektorami umieszczonymi w jej obrysie. Nadwozie dostępne było w dwubarwnym malowaniu.

### Silniki
- L6 4.1l
- L6 4.8l
- V8 5.0l
- V8 5.7l

## Druga generacja

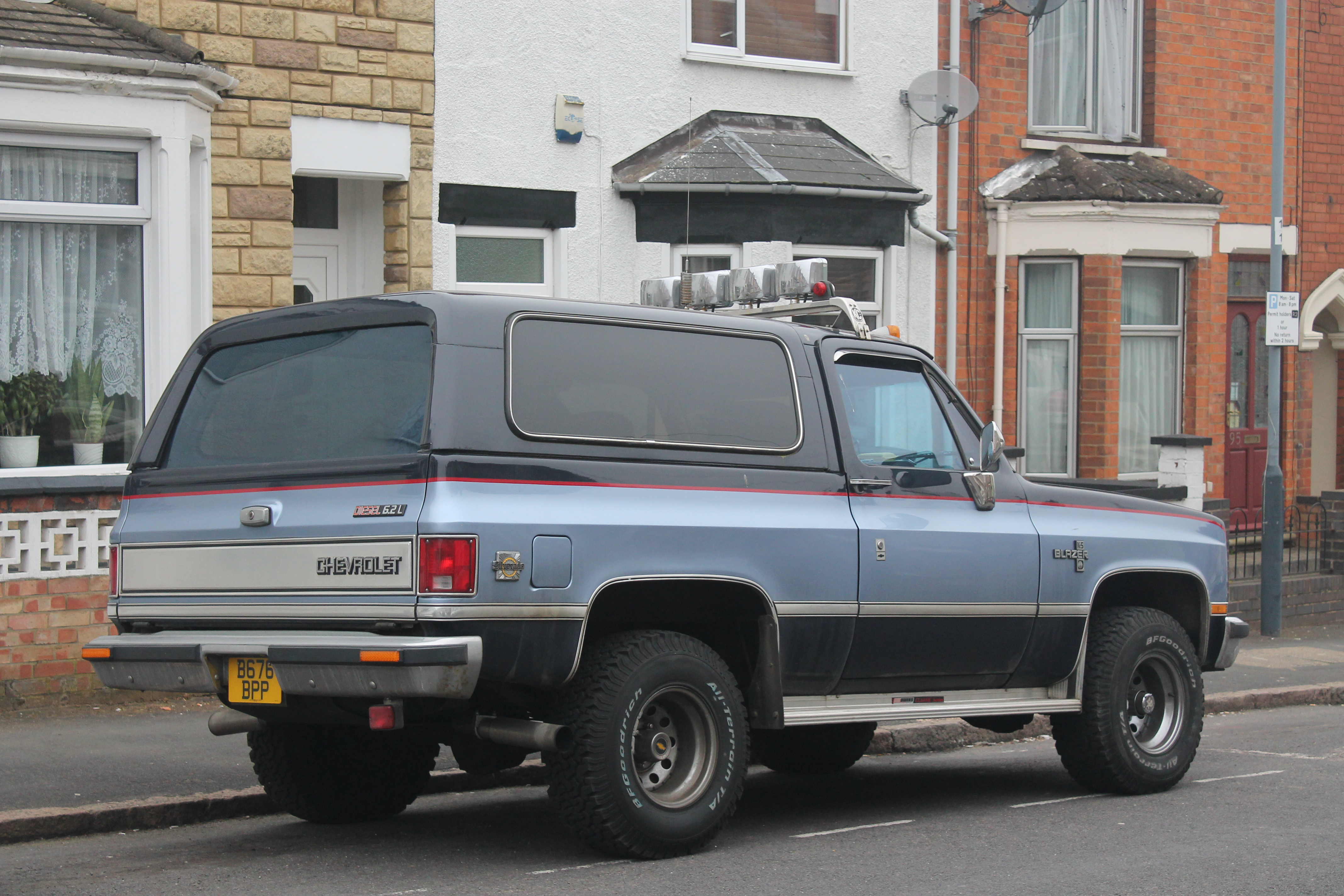
Chevrolet K5 Blazer II - tył

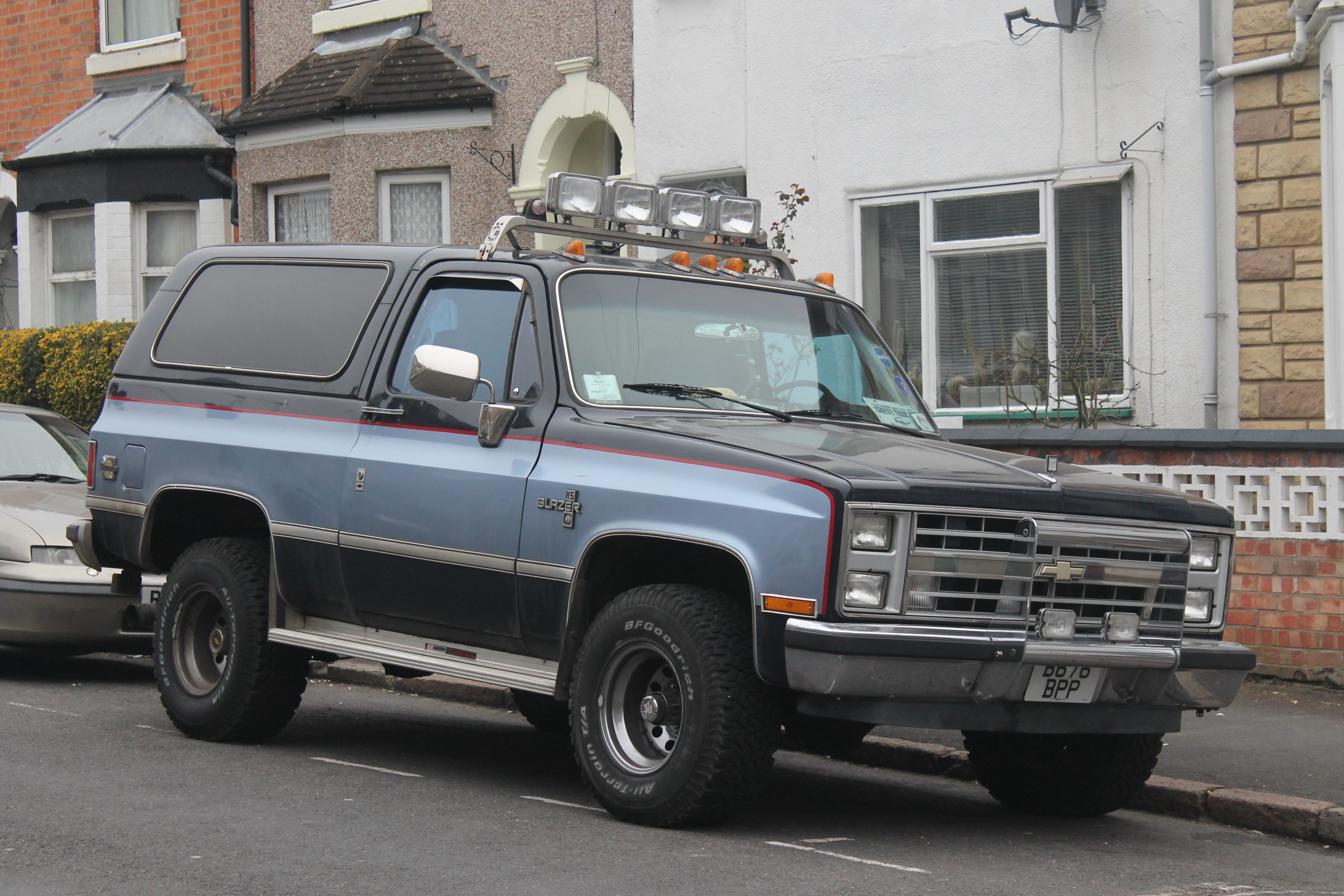
Chevrolet K5 Blazer II po liftingu

Chevrolet K5 Blazer II został zaprezentowany po raz pierwszy w 1972 roku.
Druga generacja K5 Blazera opracowana została na nowej architekturze koncernu General Motors GMT400, przechodząc obszerną modernizację w porównaniu do stosunkowo krótko wytwarzanego poprzednika. Nadwozie stało się masywniejsze i bardziej kanciaste, zyskując wyżej osadzone, pojedyncze reflektory i dużą, masywną chromowaną atrapę chłodnicy. Charakterystyczną cechą pojazdu ponownie stała się możliwość dwubarwnego malowania nadwozia.

### Lifting
W 1984 roku Chevrolet przeprowadził restylizację K5 Blazera, która wiązała się zmianem kształtu reflektorów. Pojawiły się pionowo umieszczone, podwójne reflektory przedzielone chromowaną poprzeczką. Pod tą postacią samochód produkowany był przez kolejne 6 lat przy łącznym stażu rynkowym drugiej generacji K5 Blazera wynoszącej 19 lat.

### Silniki
- L6 4.1l
- L6 4.8l
- V8 5.0l
- V8 5.7l
- V8 6.2l
- V8 6.6l

## Trzecia generacja

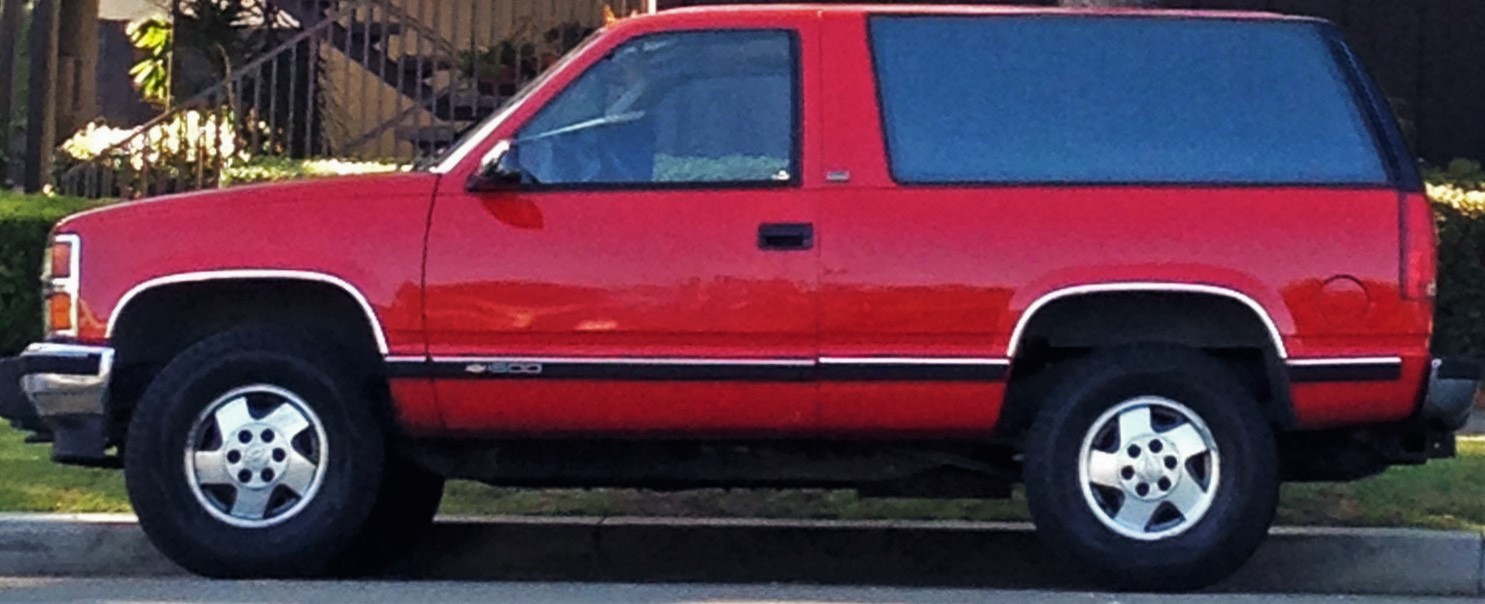
Chevrolet K5 Blazer III - profil

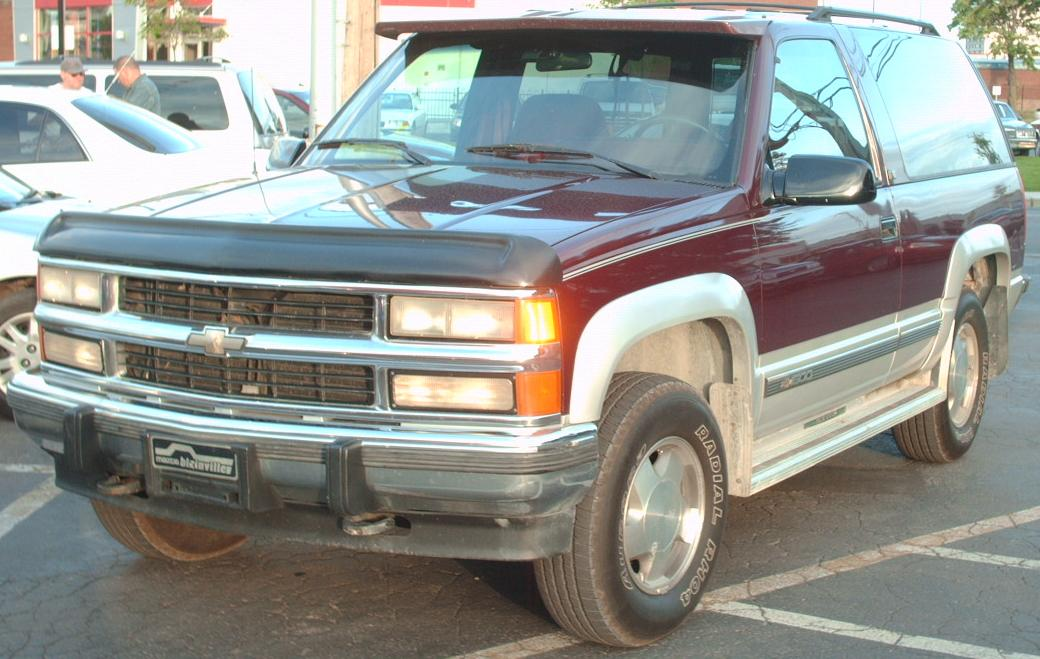
Chevrolet K5 Blazer III po liftingu

Chevrolet K5 Blazer III został zaprezentowany po raz pierwszy w 1991 roku.
Wraz z prezentacją nowej generacji SUV-ów i pickupów General Motors opartych na platformie GMT415, modernizacja objęła także K5 Blazera. Samochód stał się najkrótszym z rodziny trzech dużych SUV-ów Chevroleta, będąc krótszym, pozbawionym tylnej pary drzwi wariantem modelu Tahoe.

### Lifting
W 1992 roku K5 Blazer trzeciej generacji, wzorem pokrewnych modeli Chevroleta, zyskał zmodernizowany wygląd pasa przedniego. Pojawiły się szersze, dwuczęściowe reflektory przedzielone chromowaną poprzeczką.

### Koniec produkcji i następca
Po 25 latach obecności rynkowej K5 Blazera i 3 latach produkcji trzeciej generacji, Chevrolet zdecydował się zakończyć produkcję tego modelu na rzecz dłuższego, 5-drzwiowego wariantu z linii modelowej Tahoe. Ówczasnym, jedynym modelem z Blazer w nazwie został wówczas mniejszy S-10 Blazer.

### Silniki
- V8 5.7l L05
- V8 6.2l Detroit